# Blaugrüner Faserschirm
Der Blaugrüne Faserschirm (Trinia glauca), auch als Scherbet, Erdfaserschirm und Kleiner Faserschirm bezeichnet, ist eine Pflanzenart aus der Gattung Faserschirme (Trinia) innerhalb der Familie der Doldenblütler (Apiaceae).

## Beschreibung

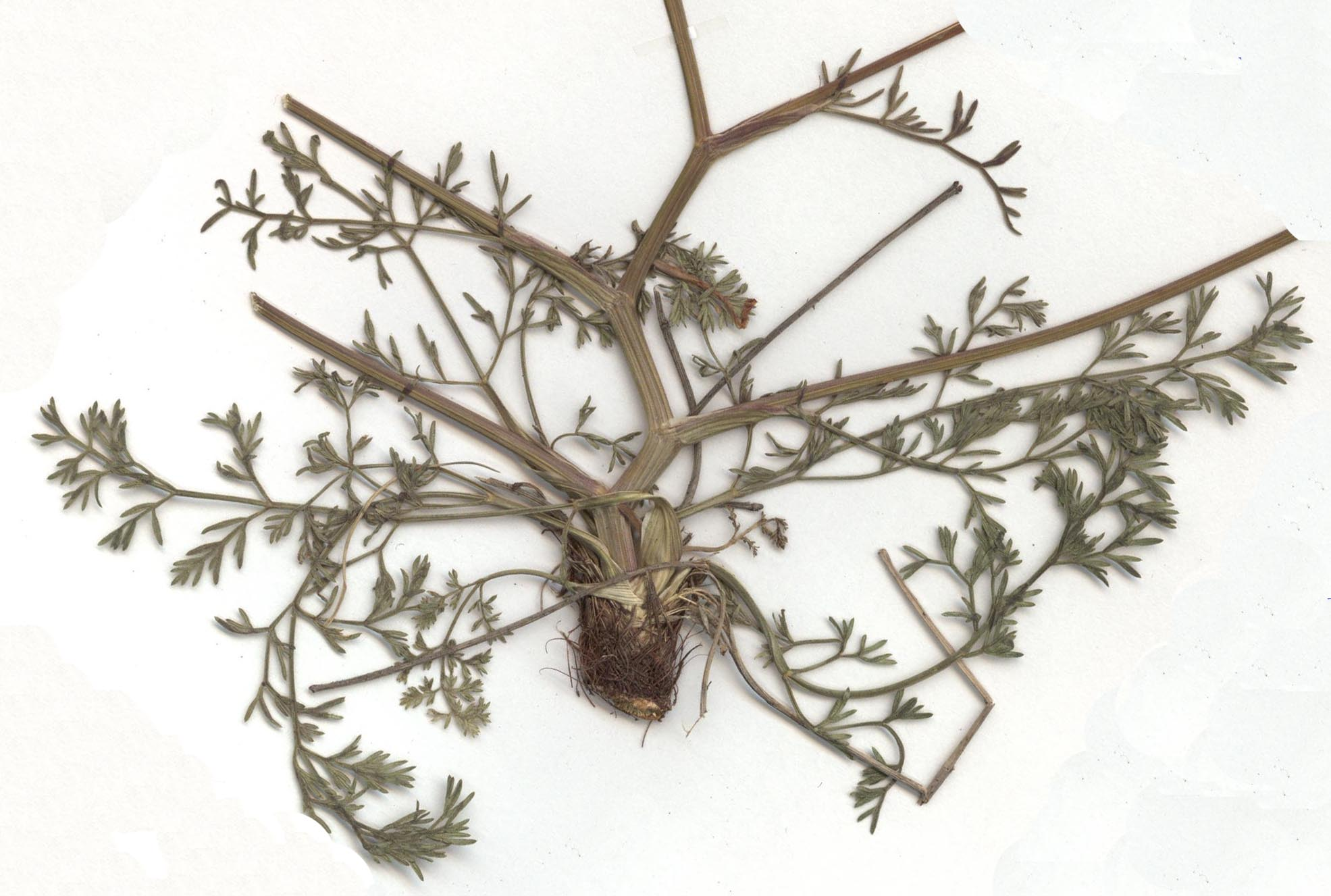
Stängelbasis mit „Faserschopf“ und Stängelblättern (Herbarbeleg, bitte keine Pflanzenteile aus Naturbeständen entnehmen!)

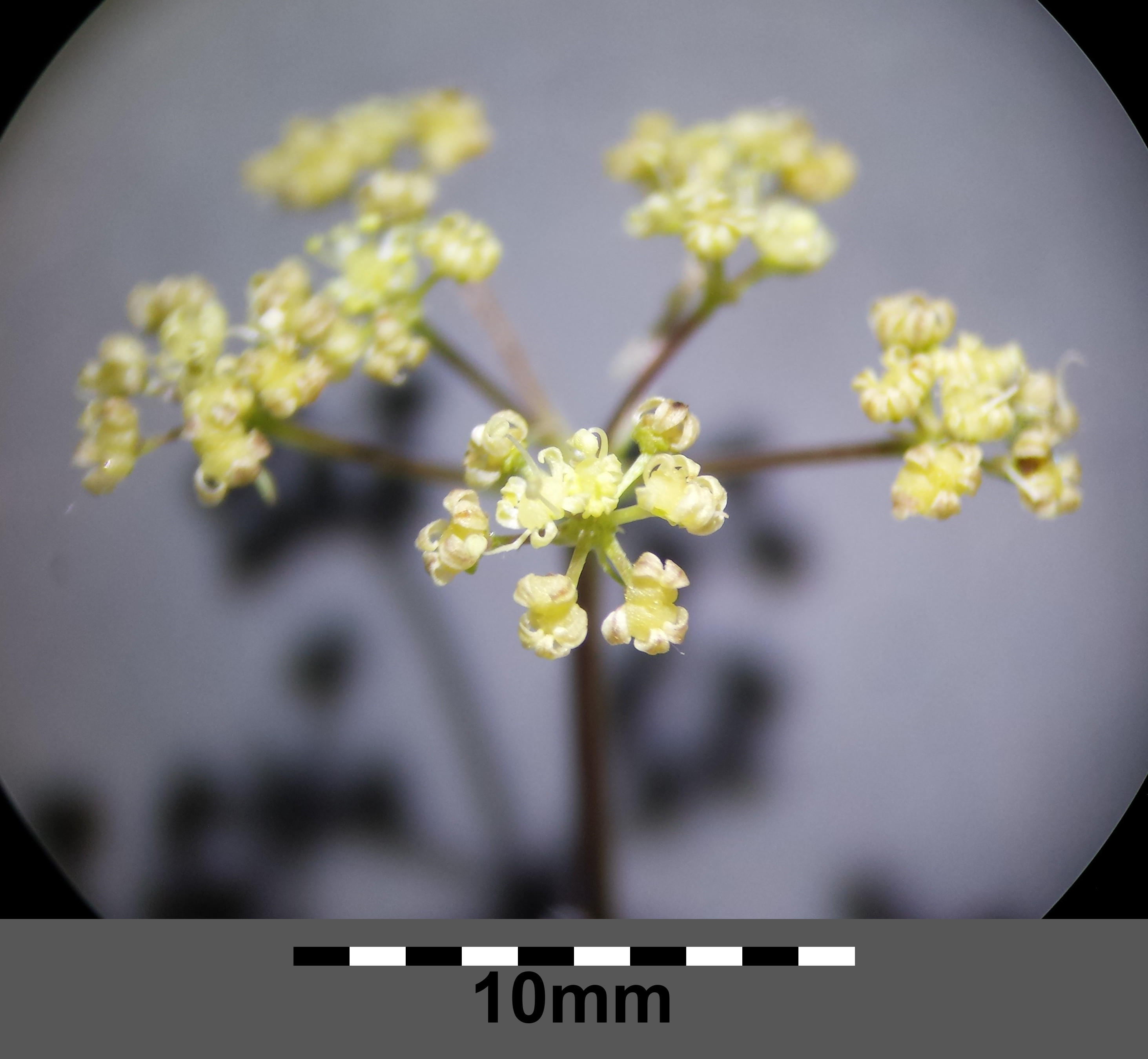
Doppeldolde einer männlichen Pflanze

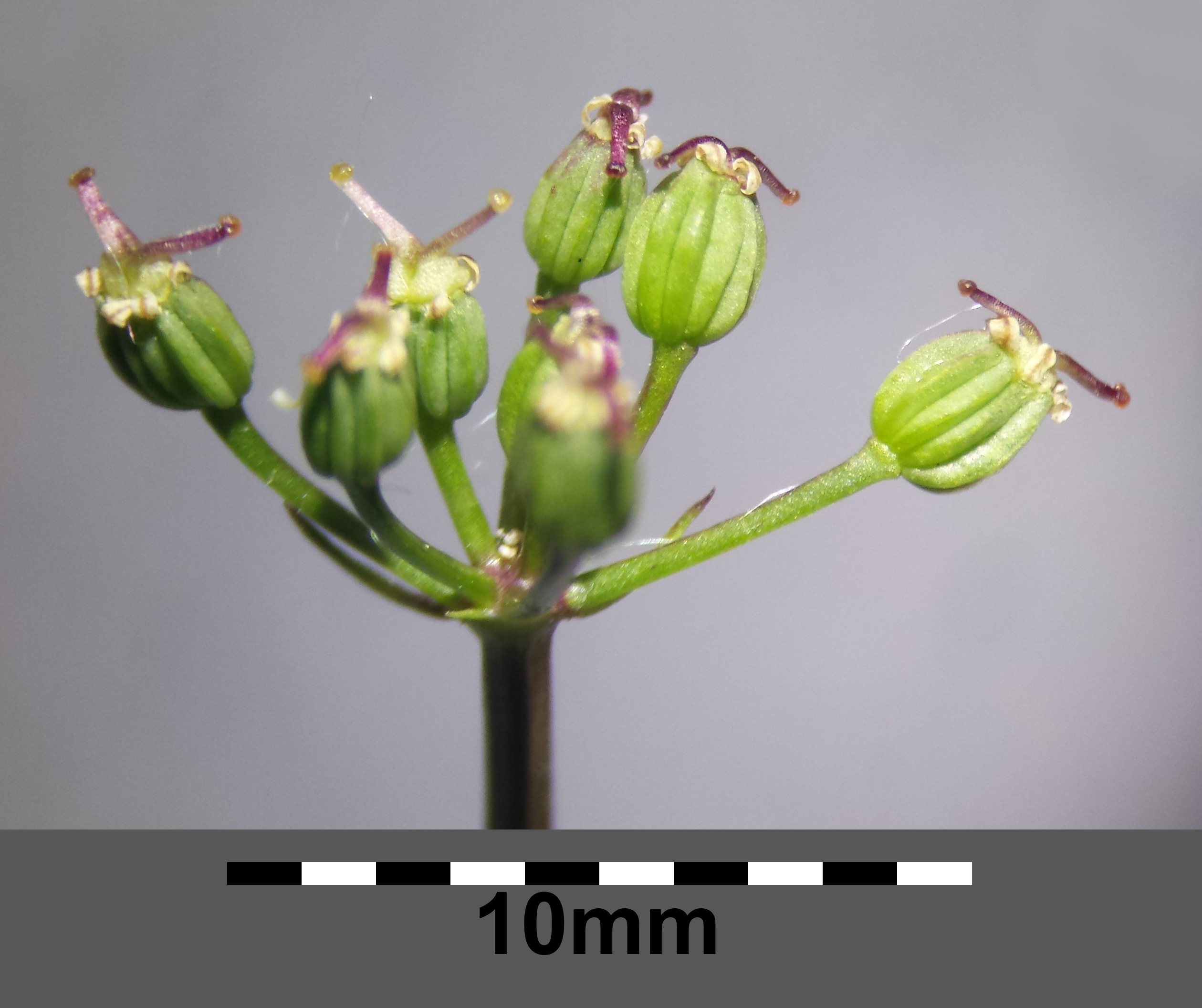
Döldchen einer weiblichen Pflanze

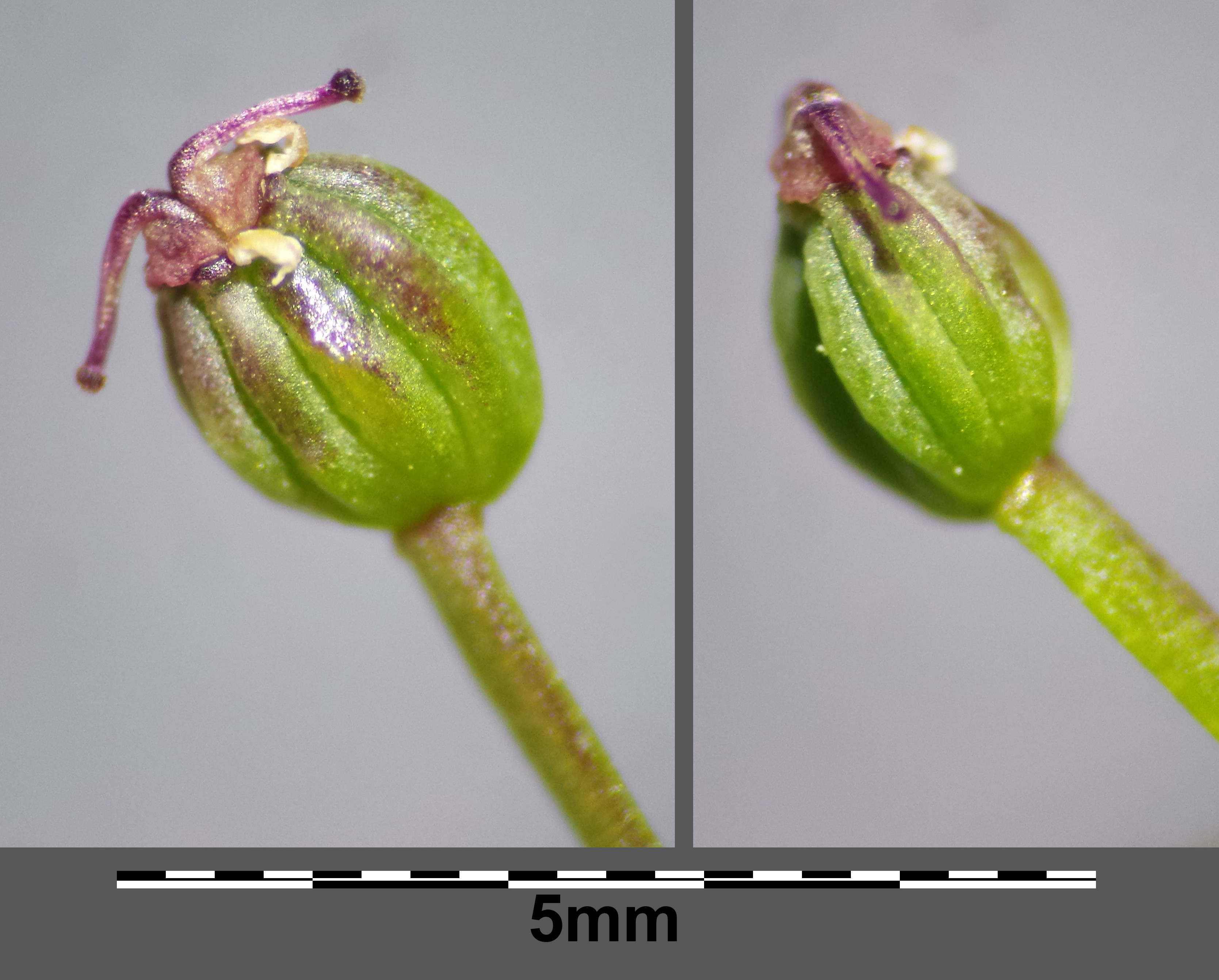
Frucht

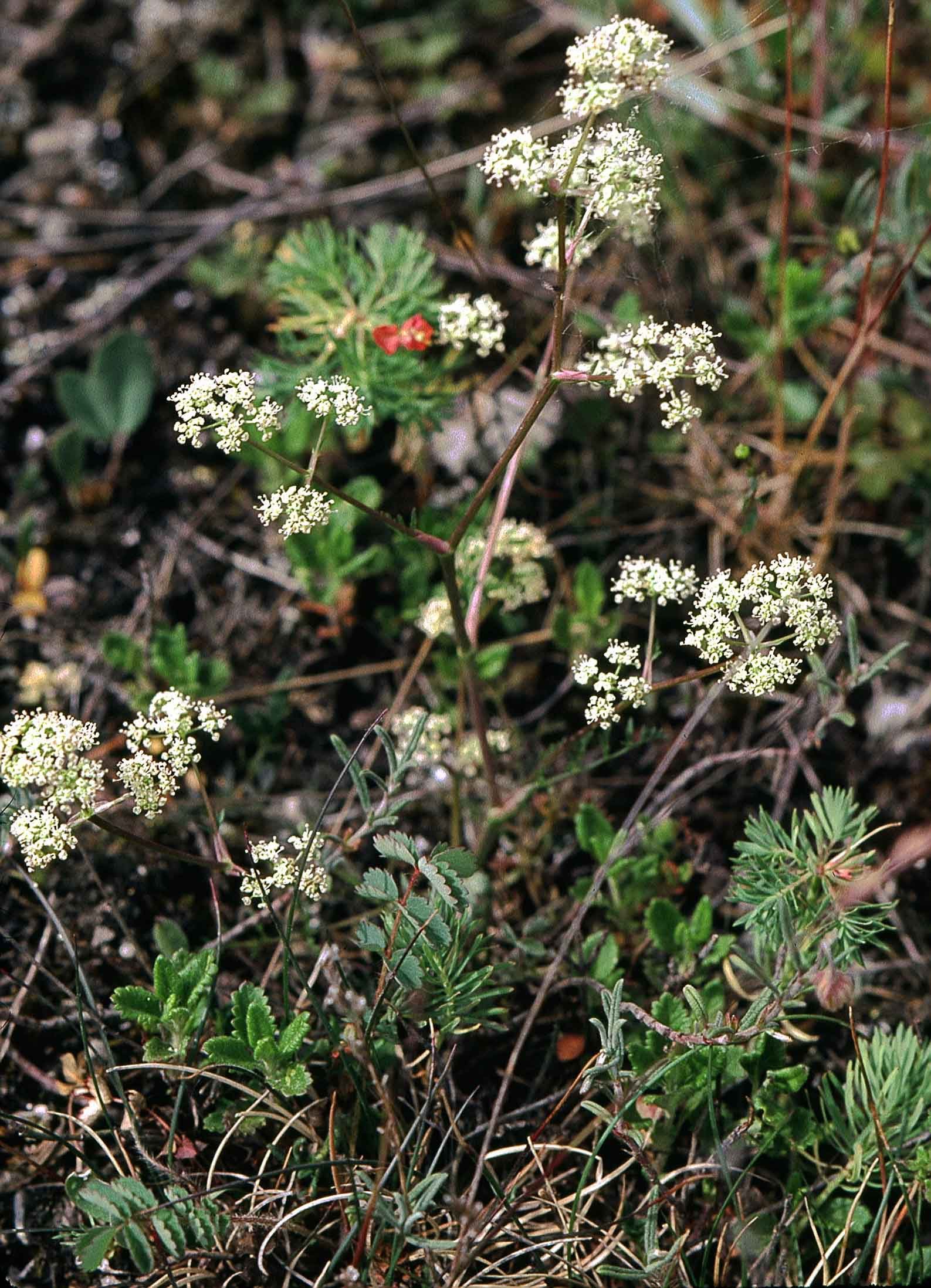
Männliches Pflanzenexemplar

### Vegetative Merkmale
Der Blaugrüne Faserschirm wächst als zwei- bis mehrjährige krautige Pflanze und erreicht Wuchshöhen von 8 bis 50 Zentimeter. Er wurzelt bis 20 Zentimeter tief. Meist sterben die Pflanzen, wie für Zweijährige typisch, nach der ersten Samenreife. Auch die männlichen Pflanzen sterben im 2. Sommer ab; denn mit der Ausbildung des verzweigten Blütentriebes erschöpfen sich die im Vorjahr – als ganz unauffällige Rosettenpflanze – in der Pfahlwurzel angesammelten Reserven. Alle Pflanzenteile sind kahl. Der Stängel ist stark verzweigt, kantig und mehr oder weniger zickzackförmig hin- und hergebogen. Er ist am Grund von einem dichten Faserschopf aus den Gefäßbündelresten abgestorbener Laubblätter umgeben. Das Pflanzenexemplar ist vom Grund an ausladend verzweigt, sodass sie oft einen halbkugeligen Wuchs bildet.
Die Laubblätter sind von graublau-grüner Farbe, die unteren sind zwei- bis dreifach fiederteilig. Die Fiederabschnitte letzter Ordnung sind bis 3 Zentimeter lang und bis etwa 1,5 Millimeter breit. Die grundständigen Blätter haben einen kurzen und breitscheidigen Blattstiel. Sie sind im Umriss lanzettlich-eiförmig. Die Stängelblätter sind den grundständigen Blättern ähnlich aber kürzer gestielt; die obersten sind bis auf stielförmige, etwa häutig aufgeblasene Blattscheiden mit wenigen Fiederzipfeln reduziert.

### Generative Merkmale
Die Blütezeit liegt im April und Mai. Der Blaugrüne Faserschirm ist zweihäusig getrenntgeschlechtig (diözisch). Die männliche Pflanze ist dabei auffallend niedriger als die weibliche. Es wird ein doppeldoldiger Blütenstand gebildet. Die Hülle fehlt ebenso wie meistens auch die Hüllchen. Manchmal sind diese jedoch ein- bis dreiblättrig vorhanden. Die Döldchen der männlichen Pflanzenexemplare sind vielblütig, diejenigen der weiblichen Pflanzen vier- bis achtblütig. Die Dolden der weiblichen Pflanzen haben dickere bis 5 Zentimeter lange Strahlen. Die Strahlen der Döldchen sind sehr ungleich lang, die längsten erreichen 15 Millimeter Länge.
Die Krone ist weißlich, etwa 0,3 Millimeter lang und zeigt auf dem Rücken einen grünen oder – bei den Blüten der weiblichen Pflanzen – rötlichen Mittelstreifen.
Die Rippen der schwarz-braunen, etwa 3 Millimeter langen Teilfrucht sind stark hervorspringend und stumpf.
Die Chromosomenzahl beträgt 2n = 18.

## Ökologie
Der Blaugrüne Faserschirm handelt es sich um einen Hemikryptophyten.

## Vorkommen und Gefährdung
Der Blaugrüne Faserschirm ist ein submediterran-subatlantisches Florenelement. Er kommt vom nördlichen Mittelmeerraum bis Mittel- und Westeuropa sowie in Ungarn und Rumänien vor. Das Verbreitungsgebiet reicht von Spanien und dem Vereinigten Königreich bis zur Türkei und der Krim. Er steigt im Aostatal bis in eine Höhenlage von 1300 Meter und im Schweizer Jura bis 1600 Meter auf.
Trinia glauca kommt in Deutschland selten in Rheinland-Pfalz (Naturschutzgebiet Mainzer Sand), dem mittleren Maingebiet sowie auf Kalkfelsfluren des Oberrheintals vor.
Die ökologischen Zeigerwerte nach Landolt et al. 2010 sind in der Schweiz: Feuchtezahl F = 1 (sehr trocken), Lichtzahl L = 4 (hell), Reaktionszahl R = 4 (neutral bis basisch), Temperaturzahl T = 4+ (warm-kollin), Nährstoffzahl N = 2 (nährstoffarm), Kontinentalitätszahl K = 4 (subkontinental).
Sie kommt in Mitteleuropa selten vor. In Österreich und der Schweiz ist der Blaugrüne Faserschirm selten und gefährdet. In der Roten Liste der gefährdeten Pflanzenarten Deutschlands nach Metzing et al. 2018 ist der sehr seltene Blaugrüne Faserschirm in Kategorie 2, als „stark gefährdet“ eingestuft.
Trinia glauca wächst in Trockenrasengesellschaften. Der Blaugrüne Faserschirm gedeiht meist auf warmen, meist kalkhaltigen, steinigen oder sandigen Böden. Er ist pflanzensoziologisch eine Charakterart des Verbands Xerobromion, kommt aber auch in Pflanzengesellschaften des Verbands Festucion valesiacae vor.

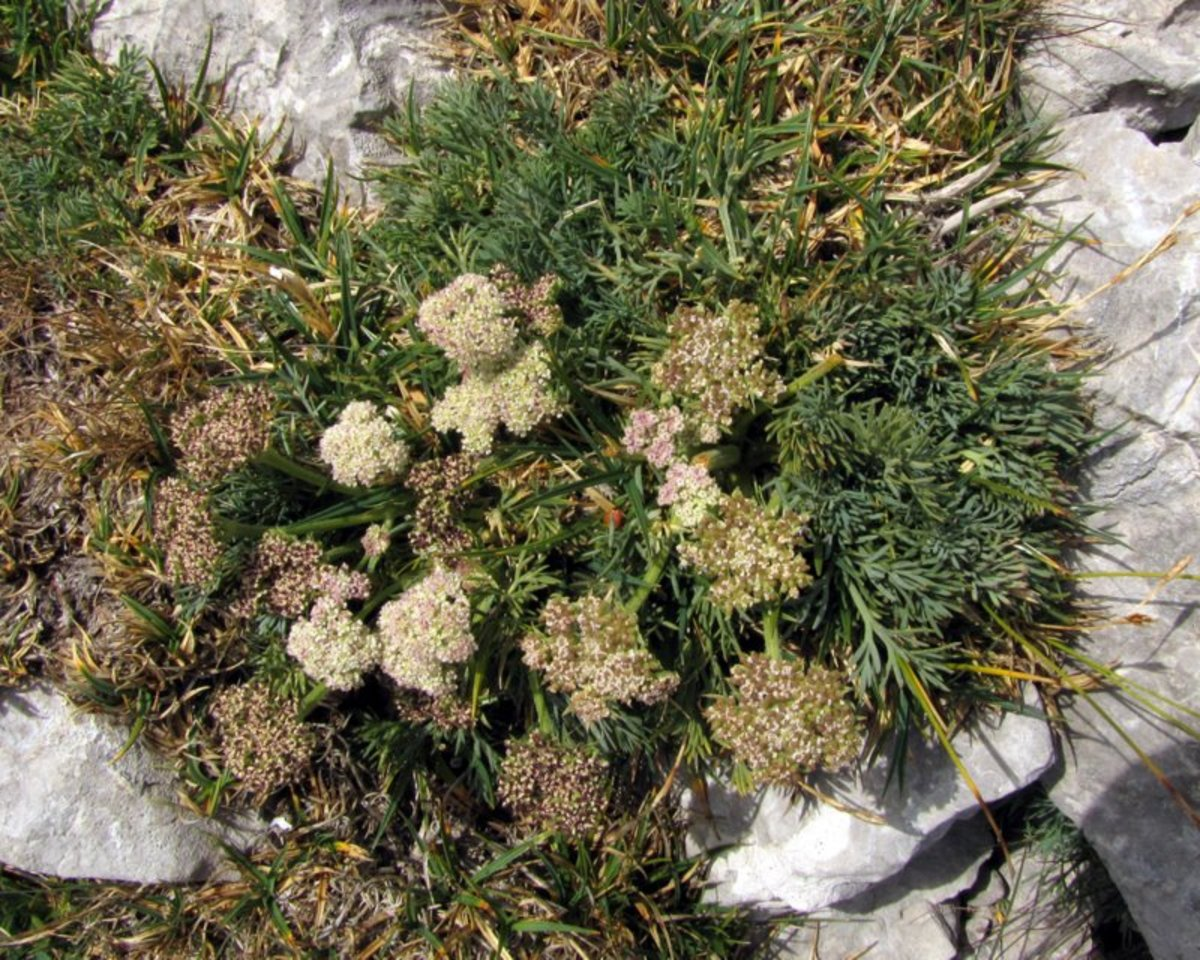
Habitus, Laubblätter und Blütenstände von Trinia glauca subsp. carniolica

## Systematik
Die Erstveröffentlichung unter dem Namen (Basionym) Pimpinella glauca erfolgte 1753 durch Carl von Linné in Species Plantarum, Tomus I, Seite 264. Die Neukombination zu Trinia glauca Dumort. wurde 1827 durch Barthélemy Charles Joseph Dumortier in Florula Belgica Seite 78 veröffentlicht.
Je nach Autor gibt es wenige Unterarten:
- Trinia glauca Dumort. subsp. glauca: Sie kommt in Spanien, Andorra, Frankreich, Korsika, Italien, „Großbritannien“, Deutschland, in der Schweiz, Österreich, Tschechien, Ungarn, Kroatien, Montenegro, Albanien, Nordmazedonien, Griechenland, Bulgarien, Rumänien, Slowakei, Ukraine und in der Türkei vor.[4]
- Trinia glauca subsp. carniolica (Janch.) H.Wolff: Sie kommt in Italien, in Slowenien, auf der Balkanhalbinsel und in Rumänien vor.[4]
- Trinia glauca subsp. pindica Hartvig: Sie kommt nur in Griechenland und auf Inseln der Ägäis vor.[4]

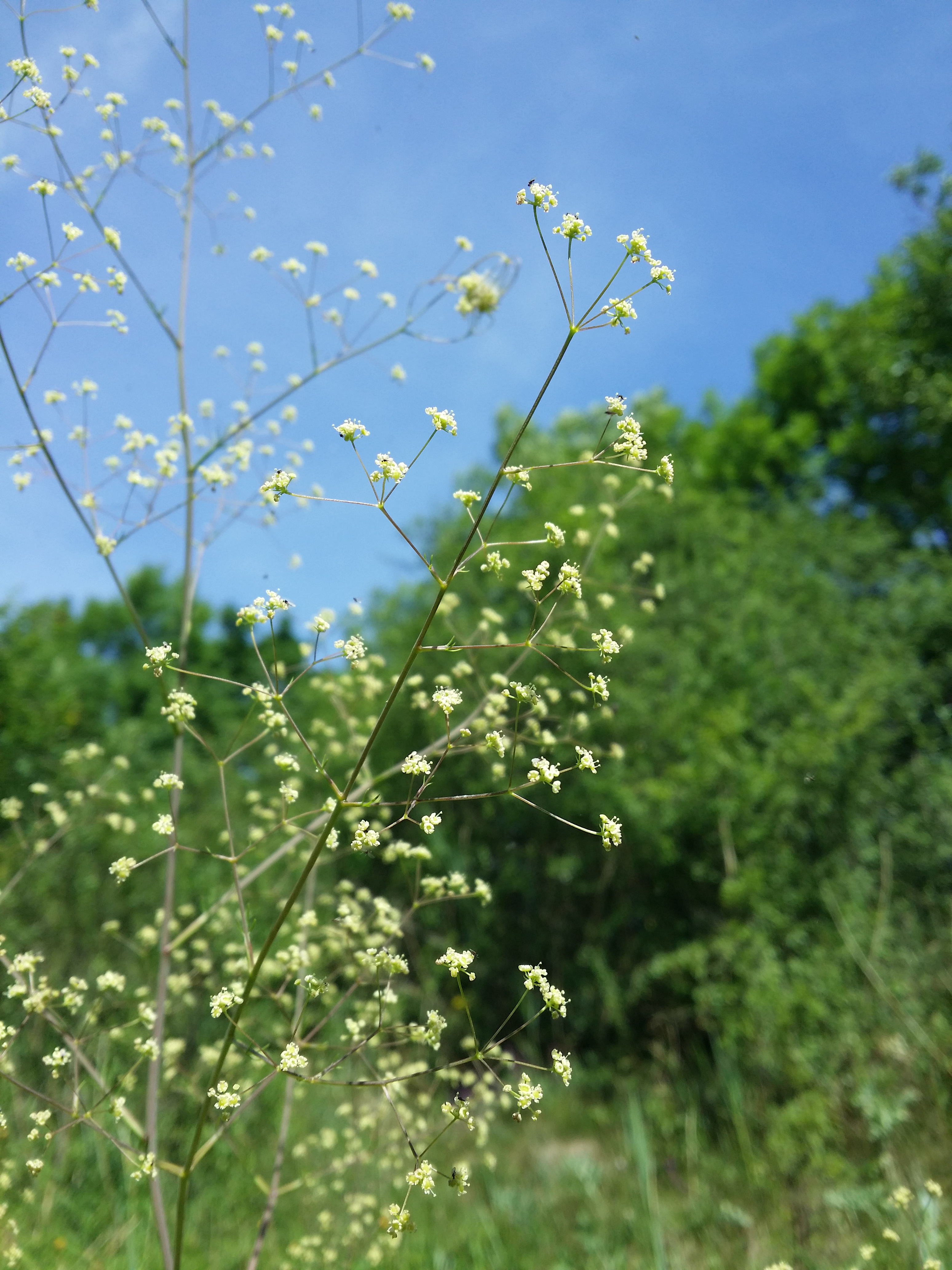
Großer Faserschirm (Trinia kitaibelii) in Niederösterreich

## Verwandte Arten
Verwandt mit dem Kleinen Faserschirm (Trinia glauca) ist:
- Großer Faserschirm (Trinia kitaibelii M. Bieb.; Syn.: Trinia ramosissima (Trevir.) W.D.J. Koch, Trinia longipes Borbás, Trinia ucrainica Schischk.). Bei dieser Art ist ein fünfblättrige Hüllchen vorhanden. Sie ist erst oberwärts stark verzweigt und wird 30 bis 80 Zentimeter hoch. Sie kommt von Österreich bis in den Kaukasusraum vor.[4][6]